# Stefani Luiza Kvolek
Stefani Luiz Kvolek (engl. Stephanie Louise Kwolek; 1923 – 2014) je bila inovatorka sintetičkog materijala Kevlar. Stefani Luiz Kvolek, hemičarka je poljskog porekla, koja je u Sjedinjenim Državama pantentirala material parafenilen-teregtalamid, poznatiji kao Kevlar. Njen izum, najširu primenu našao je kod proizvodnje pancir košulja za potrebe vojske i policije u čitavom svetu. Iako je u mladosti planirala da postane lekar, čitav svoj radni vek provela je u istraživačkom radu u kompaniji DuPont u Njujorku. U toku 40 godina, She discovered the first of a family of synthetic fibers of exceptional strength and stiffness: poly-paraphenylene terephthalamide. koliko je trajala njena naučna karijera, Stefani Kvolek, registrovala je više od 20 patenata.
Prvi put Kevlar® je korišćen kao zamena za čelik u proizvodnji guma za trkačke automobile. Glavna karakteristika materijala Kevlar® je da je 5 puta čvršći od čelika i znatno lakši. Izuzetno je otporan na vatru i toplotu, tako da za pet sati na temparaturi od 160 °C gubi samo 10% od svoje čvrstoće. Zbog svojih karakteristika, primenjuje se i kod izrade odela za vatrogasce i motocikliste, ali i kod izrade zvučnika, bubnjeva, optičkih kablova, pločica za kočenje kod automobila.
Za svoje otkriće, Kvolekova je nagrađena Lavoazjeovom medaljom kompanije DuPont za izvanredno tehničko dostignuće. Prema podacima iz avgusta 2019, ona je bila jedina žena koja je dobila tu čast. Godine 1995, postala je četvrta žena koja je uvrštena u Nacionalnu dvoranu slavnih pronalazača. Kvolekova je osvojila brojne nagrade za svoj rad na hemiji polimera, uključujući Nacionalnu medalju za tehnologiju, IRI nagradu za dostignuća i Perkinovu medalju.

## Rani život i obrazovanje
Kvolek je bila jedno od dvoje dece rođenih od roditelja poljskih imigranta u predgrađu Pitsburga, Nju Kensington, Pensilvanija, 1923. godine. Osnovna škola koju je pohađala bila je dovoljno mala da zahteva da njenu učionicu dele dva različita razreda, a kako je Kvolekova ljubav prema nauci rasla, lako je nadmašila čak i stariju decu u drugom delu sobe. Njen otac, Džon Kvolek, umro je kada je imala deset godina. Po zanimanju je bio prirodnjak, i Kvolek je sate provodila sa njim, kao dete, istražujući svet prirode. Provodili bi popodne zajedno istražujući obližnje šume, sakupljajući biljke i posmatrajući životinje koje bi kasnije imenovali i okarakterisali u beležnici koju je Kvolek držala kao dete. Svoje interesovanje za nauku pripisala je njemu, a interesovanje za modni dizajn svojoj majci Neli (Zajdel) Kvolek, koja je radila kao krojačica. Majka joj je rekla da je prevelik perfekcionista da bi se bavila modom, te je Kvolek odlučila da postane lekar.

## Dupontska karijera
Vilijam Hejl Čarč, budući mentor, ponudio je Kvolekovoj poziciju u Dupontovom postrojenju u Bafalu, Njujork, 1946. Kao hemijska kompanija, Dupont je pokušavao da pronađe polimerno vlakno na bazi nafte koje bi bilo lakše i otpornije na habanje nego čelik u radijalnim gumama. Firma je imala slobodna radna mesta, s obzirom na to da su se mnogi muškarci borili u inostranstvu u ratu. Dupont je upravo predstavio najlon neposredno pre Drugog svetskog rata, a posao sa najlonom se brzo razvijao i procvetao u raznim tekstilnim aplikacijama.
U isto vreme, tok Drugog svetskog rata je takođe poslužio da se istakne poželjnost lakog, nosivog oklopa za zaštitu osoblja i opreme. Kako je rat besneo u inostranstvu, vojnici koji su učestvovali u borbi bili su prinuđeni da ne koriste pancire, pošto u to vreme nije bilo materijala koji je bio dovoljno jak da zaustavi metak (čak i iz pešadijskih pušaka), ali dovoljno lagan za nošenje u borbi. Čelik je bio jedini dostupni oklopni materijal, a njegova velika težina ograničavala je njegovu upotrebu na tenkove. Čak i tada, čelik je još uvek mogao da se probije namenskim oružjem.
Stefani je samo privremeno nameravala da radi za Dupont, kako bi prikupila novac za studiranje. Kada je uvidela da je rad na hemiji polimera zanimljiv, odlučila je da ostane i preselila se u Vilmington, Delaver, 1950. sa Dupontom. Godine 1959, osvojila je nagradu Američkog hemijskog društva (ACS) za jednu od svojih publikacija, prvu od mnogih nagrada. Publikacija s naslovom Trik od najlonskog užeta, demonstrirala je način proizvodnje najlona u čaši na sobnoj temperaturi. To je još uvek uobičajen eksperiment u učionici, a proces je proširen na poliamide visoke molekularne težine. Godine 1985, Kvolek i saradnici su patentirali metodu za pripremu PBO i PBT polimera. Pošto je Dupont bio na vrhuncu polimerskih tehnologija i inovacija, Kvolek nikada nije prerasla ovu poziciju i provela je celu svoju karijeru radeći na istraživanju u Dupontu. Tokom svoje 40-godišnje karijere u Dupontu, Kvolek je prijavila 28 patenata. Pored čuvenog kevlara, doprinela je proizvodima kao što su Spandek, Likra, Nomek i Kapton. Nastavila je da radi kao konsultant Duponta čak i nakon penzionisanja 1986. godine i postala prva žena koja je osvojila Lavoazjeovu medalju kompanije za istraživanje 1995. godine.

### Kevlar
Kvolek je najpoznatija po svom radu tokom 1950-ih i 1960-ih godina sa aramidima, ili „aromatičnim poliamidima“, vrstom polimera koji se mogu oblikovati u jaka, čvrsta vlakna otporna na plamen. Njen laboratorijski rad na aramidima vođen je pod nadzorom istraživača Paula V. Morgana, koji je izračunao da će aramidi formirati čvrsta vlakna zbog prisustva glomaznih benzenskih (ili „aromatičnih“) prstenova u njihovim molekularnim lancima, ali da će morati da se pripremaju iz rastvora jer se tope samo na veoma visokim temperaturama. Kvolek je odredila rastvarače i uslove polimerizacije pogodne za proizvodnju poli-m-fenilen izoftalamida, jedinjenja koje je Dupont plasirao 1961. godine kao vlakno otporno na plamen pod trgovačkim imenom Nomeks. Zatim je proširila svoj rad na poli-p-benzamid i poli-p-fenilen tereftalamid, za koje je primetila da su poprimili veoma pravilne molekularne aranžmane u obliku štapića u rastvoru. Od ova dva „tečno kristalna polimera“ (prvi ikada pripremljeni) su predena vlakna koja su pokazala neviđenu krutost i zateznu čvrstoću. Inovativni polimer poli-p-fenilen tereftalamid, koji je izumela Kvolek, komercijalno je plasiran pod imenom Kevlar.
Godine 1964, u očekivanju nestašice benzina, Kvolekova grupa je počela da traži lagana, ali jaka vlakna koja bi zamenila čelik koji se koristi u gumama. Polimeri sa kojima je u to vreme radila, poli-p-fenilen tereftalat i polibenzamid, formirali su tečne kristale dok su bili u rastvoru koji je u to vreme morao da se rastopi na preko 200 °C (392 °F), što je davalo slabija i manje kruta vlakna. Jedinstvena tehnika u njenim novim projektima i procesu polimerizacije topljenjem i kondenzacijom bila je smanjenje tih temperatura na između 0 and 40 °C (32 and 104 °F).
Kao što je kasnije objasnila u govoru iz 1993. godine:
Rastvor je bilo neobično (niskog viskoziteta), mutan, opalescentan i izgleda poput neobranog mleka. Konvencionalni rastvori polimera su obično bistri ili providni i imaju viskozitet melase, veći ili manji. Rastvor koji sam pripremila izgledao je kao disperzija, ali se potpuno filtrirao kroz filter sa finim porama. Ovo je bio tečni kristalni rastvor, ali ja to tada nisam znala.
Ova vrsta mutnog rastvora se obično baca. Zbog toga je prvobitno zahtev Kvolekove da koristi predilicu za njeno rešenje bio odbijen, jer bi rastvor samo začepilo mašinu. Međutim, ona je ubedila tehničara Čarlsa Smalena, koji je rukovao predilicom, da testira njeno rešenje. Ona je bila začuđena kada je otkrila da se novo vlakno ne raskida pod uslovim kada do toga dolazi kod najlona. Ne samo da je bio jači od najlona, kevlar je bio pet puta jači od čelika po težini. Njen supervizor i direktor laboratorije uvideli su značaj njenog otkrića i brzo se pojavila nova oblast hemije polimera. Do 1971. godine uveden je savremeni kevlar. Kvolek je utvrdila da se vlakna mogu dodatno ojačati termičkom obradom. Molekuli polimera, u obliku šipki ili šibica, su visoko orijentisani, što kevlaru daje izuzetnu snagu. Kvolek je nastavila istraživanje termotropnih derivata kevlara koji sadrže alifatične i hlorne grupe.

## Literatura
- Edwin Brit Wyckoff (април 2008), Stopping Bullets with a Thread; Stephanie Kwolek and Her Incredible Invention, Enslow Elementary, ISBN 9780766028500, OCLC 74029319, OL 10937083M, 076602850X

## Spoljašnje veze
- Stefani Luiz Kvolek na  Архивирано 2012-12-06 на сајту
- Stefani Luiz Kvolek na sajtu
- Stephanie Kwolek at Famous Women Inventors
- „Women in Chemistry – Stephanie Kwolek (Video)”. Science History Institute.
- Ferguson, Raymond C. (4. 5. 1986). Stephanie Louise Kwolek, Transcript of an Interview Conducted by Raymond C. Ferguson in Sharpley, Delaware on 4 May 1986 (PDF). Philadelphia: Beckman Center for the History of Chemistry.
- Bensaude-Vincent, Bernadette (21. 3. 1998). Stephanie L. Kwolek, Transcript of an Interview Conducted by Bernadette Bensaude-Vincent at Wilmington, Delaware on 21 March 1998 (PDF). Philadelphia: Chemical Heritage Foundation.
- Oral history interview with Stephanie L. Kwolek (1986) from Science History Institute Digital Collections
- Oral history interview with Stephanie L. Kwolek (1998) from Science History Institute Digital Collections
- Stephanie L. Kwolek papers[мртва веза] at Hagley Museum and Library.
- Stephanie Kwolek photographs and videotapes[мртва веза] at Hagley Museum and Library.
- Stephanie Kwolek photographs[мртва веза] at Hagley Museum and Library.